# Marcgravia schippii
Marcgravia schippii là một loài thực vật có hoa trong họ Marcgraviaceae. Loài này được Standl. mô tả khoa học đầu tiên năm 1935.